# おおきな木
おおきな木（原題：The Giving Tree）はシェル・シルヴァスタイン作の絵本。1964年にアメリカ合衆国で出版され、好評だったため1973年にフランス語に翻訳された。英語の教科書に載ったこともある。

## 物語
リンゴの木と少年は友達であった。ともに遊び、心を通わせていた。しかし少年は大人になってゆきお金が必要になる。木は「私の果実を売りなさい」と言う。少年は果実をすべて持っていった。しばらくして、大人になったその子は家が必要になる。木は「私の枝で家を建てなさい」と言う。その子は枝をすべて持っていった。また時が経ち、男は「悲しいので遠くへ行きたい」と言う。木は「私の幹で舟を作りなさい」と言う。男は幹を持っていった。時が経ち、男は年老いて帰ってきた。そして「疲れたので休む場所がほしい」と言う。木は「切り株の私に腰をかけなさい」と言う。男は腰をかけた。木は幸せであった。

## 訳者による解釈の違い
本田錦一郎の訳では作中の一箇所に「だけど それは ほんとかな。」と入る。その文は原作では「but not really」であるが、村上春樹の訳では「幸せに・・・なんてなれませんよね」となっている。本田錦一郎はあとがきにおいて、エーリヒ・フロムの著書『愛するということ』の文「愛とは第一に与えることであって、受けることではない」を引用し『おおきな木』にも通じていると述べた。「与えることに犠牲を見てはならない」とも述べている。